# Комишуватка (річка)
Комишуватка — річка у Мангушському районі Донецької області, впадає в Азовське море.

## Опис
Довжина річки 27 км,  похил річки — 3,7 м/км. Формується з багатьох безіменних струмків та 6 водойм. Площа басейну 187 км².

## Розташування
Комишуватка бере початок на північному сході від села Українка. Тече переважно на південний захід у межах сіл Комишуватого та Дем'янівки. У селі Юр'ївка впадає у Азовське море.